# Dire Straits (album)
Dire Straits là album xuất hiện đầu tiên, mang tên của chính ban nhạc rock Dire Straits của Vương quốc Anh, phát hành năm 1978. Album nổi tiếng do bài hát "Sultans of Swing" và đó cũng là một trong những album bán chạy nhất ở Mỹ sau khi phát hành album được 5 tháng.
Quentin Tarantino nằm trong số những người hâm mộ nổi tiếng nhất của album.

## Danh sách các bài hát trong album
1. "Down To The Waterline" – 3:55
2. "Water Of Love" – 5:23
3. "Setting Me Up" – 3:18
4. "Six Blade Knife" – 4:10
5. "Southbound Again" – 2:58
6. "Sultans of Swing" – 5:47
7. "In the Gallery" – 6:16
8. "Wild West End" – 4:42
9. "Lions" – 5:05

## Thành viên
- Mark Knopfler - ghi ta, hát
- John Illsley - ghi ta bass, hát
- David Knopfler - ghi ta, hát
- Pick Withers - trống

### Sản xuất
- Người sản xuất: Muff Winwood
- Thiết kế: Rhett Davies
- Remastering: Gregg Geller
- Project coordinator: Jo Motta
- Chỉ đạo nghệ thuật: Alan Schmidt

### Vị trí bình bầu trong các bảng xếp hạng
Album - Tạp chí Billboard (Bắc Mỹ)
| Năm  | Bảng           | Vị trí |
| ---- | -------------- | ------ |
| 1979 | Album nhạc Pop | 2      |

Đĩa đơn - Billboard (Bắc Mỹ)
| Năm  | Đĩa đơn            | Bảng             | Vị trí |
| ---- | ------------------ | ---------------- | ------ |
| 1979 | "Sultans Of Swing" | Đĩa đơn nhạc Pop | 4      |